# Aleksander Domaszewicz (inżynier)

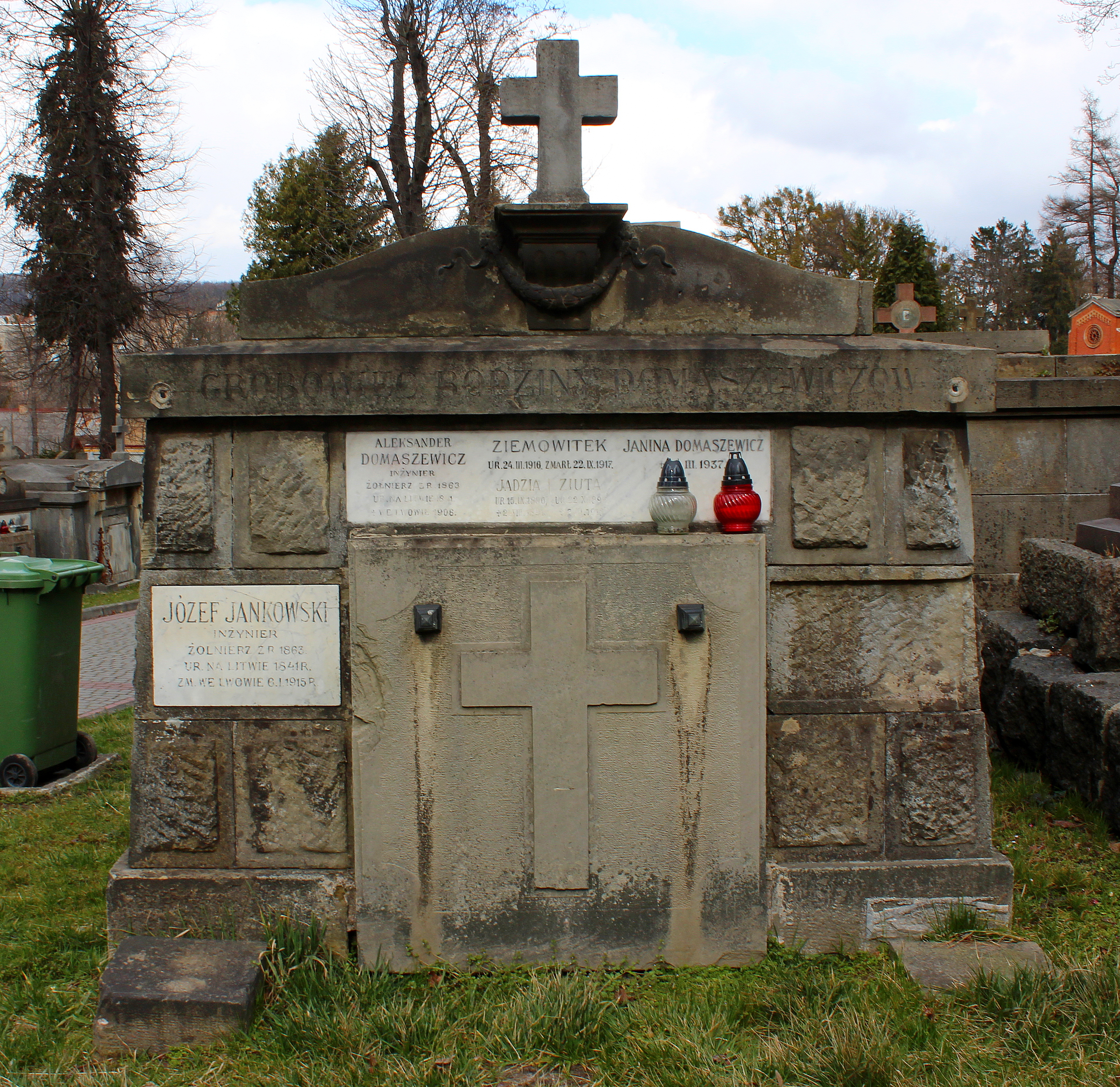
Grobowiec Domaszewiczów

Aleksander Domaszewicz (ur. 1842 w Wołmontowiczach, zm. we wrześniu 1906 we Lwowie) – polski powstaniec, inżynier.

## Życiorys
Uczył się w Gimnazjum w Kiejdanach. Będąc uczniem VII klasy w 1863 przystąpił do powstania styczniowego, wchodząc w szeregi oddziału ks. Antoniego Mackiewicza. Pod Powiatówką został ciężko ranny, a uznany za poległego pozostawiony na polu walki. Został wówczas uratowany przez rosyjskiego oficera i przewieziony do Kiejdan. Nieco wyleczony w styczniu 1864 zdołał uciec z tamtejszego więzienia i zimową porą przedostał się bez odzienia i boso brzegami rzeki Niewiaża, po czym schronił się w Szerkszniach, przebywając tam kilka tygodni. Po rekonwalescencji ponownie zasilił szeregi powstańców, wchodząc w szeregi oddziału Kognowickiego.
Po upadku powstania przedostał się na Zachód. Początkowo pracował jako robotnik w Szwajcarii. Później kształcił się w szkole dróg i mostów w Paryżu. Uzyskał tytuł inżyniera. Pracował przy budowach mostów na obszarze Francji, Belgii, Hiszpanii. W trakcie oblężenia Paryża podczas Komuny Paryskiej w 1871 służył w szeregach Gwardii Narodowej.
Później z polecenia greckiego banku kredytowego pracował w Serbii i Grecji przy melioracji, ciesząc się uznaniem i poważaniem. Otrzymał medal zasługi rządu serbskiego.
W 1884 zamieszkał we Lwowie. Był aktywny na polu przemysłu. Był żonaty, miał kilkoro dzieci. Został pochowany na Cmentarzu Łyczakowskim we Lwowie (spoczęła tam także Janina Domaszewicz).